# Isabel Fernández
María Isabel Fernández Gutiérrez (* 1. Februar 1972 in Alicante) ist eine spanische Judoka. Sie war im Judo Olympiasiegerin 2000, Weltmeisterin 1997 und sechs Mal Europameisterin.

## Karriere
Isabel Fernández gewann 1988 im Leichtgewicht bis 56 Kilogramm die Bronzemedaille bei den Junioreneuropameisterschaften. Sie blieb bis 1997 in dieser Gewichtsklasse, nach einer Änderung der Gewichtsklassen kämpfte sie ab 1998 im Leichtgewicht bis 57 Kilogramm. 1993 gewann Fernández ihren ersten spanischen Meistertitel, weitere Titel folgten 1995, 1996, 1998, 1999, 2002, 2005 und 2007.
1995 gewann sie die Silbermedaille bei den Europameisterschaften in Birmingham. Im Jahr darauf folgten Bronzemedaillen bei den Europameisterschaften und den Olympischen Spielen, Ende 1996 siegte sie bei den Studentenweltmeisterschaften. 1997 erkämpfte sie nach Silber bei den Europameisterschaften den Weltmeistertitel in Paris mit einem Finalsieg über die kubanische Olympiasiegerin von 1996 Driulis González. 1998 folgte ihr erster Europameistertitel. Fernández hatte 1992 in Basel mit dem zweiten Platz erstmals einen Podestplatz bei einem Weltcupturnier erreicht, erst 1999 gelang ihr in Paris der erste Weltcupsieg, dem kurz darauf der zweite Erfolg beim Turnier in Hertogenbosch folgte. In Bratislava konnte sie 1999 ihren Europameistertitel aus dem Vorjahr verteidigen, bei den Weltmeisterschaften belegte sie den zweiten Platz hinter Driulis González.
Im Jahr 2000 siegte Fernández beim Weltcup in Prag. Im Finale der Olympischen Spiele in Sydney standen sich zum dritten Mal Fernández und González gegenüber, Fernández gelang die Revanche für 1999 und damit der Olympiasieg. Im Jahr darauf gewann sie ihren dritten Europameistertitel und bei den Weltmeisterschaften erhielt sie die Bronzemedaille. Im März 2002 gewann sie in Prag, Warschau und Rotterdam bei drei Weltcup-Turnieren in Folge, bei den Europameisterschaften in Maribor erkämpfte sie eine Bronzemedaille. 2003 gelang ihr in Düsseldorf der vierte Europameisterschaftssieg, bei den Weltmeisterschaften in Osaka erreichte sie hingegen nur den siebten Platz. 2004 gelangen ihr vier Turniersiege; neben den Weltcupturnieren in Sofia und Rom siegte sie auch beim Pariser Turnier und in Bukarest verteidigte sie ihren Europameistertitel. Bei den Olympischen Spielen in Athen unterlag sie bereits in der ersten Runde der deutschen Vizeweltmeisterin Yvonne Bönisch. In der Hoffnungsrunde kämpfte sich Isabel Fernández dann bis zum Kampf um Bronze durch, unterlag dort aber der Kubanerin Yurisleidy Lupetey und erreichte damit den fünften Platz. Nach zwei Bronzemedaillen bei den Europameisterschaften 2005 und 2006 gewann sie 2007 ihren sechsten Kontinentaltitel. Zu den Weltmeisterschaften nach Rio de Janeiro fuhr sie nicht nur als amtierende Europameisterin, sondern auch als dreifache Weltcupsiegerin. Fernández erreichte nach acht Jahren wieder ein Weltmeisterschaftsfinale, unterlag aber dort der nordkoreanischen Titelverteidigerin Kye Sun-hui.
In den zehn Jahren seit der Einführung der 57-Kilogramm-Klasse 1998 hatte Fernández bei Europameisterschaften sechs Titel und drei Bronzemedaillen gewonnen, lediglich 2000 war sie nicht angetreten; 2008 unterlag sie im Finale der Österreicherin Sabrina Filzmoser. Bei ihrer vierten Olympiateilnahme 2008 in Peking schied sie frühzeitig aus und belegte den neunten Platz.